# 극장판 명탐정 코난 주제가집 ~“20”All Songs~
《극장판 명탐정 코난 주제가집 ~“20”All Songs~》(劇場版 名探偵コナン 主題歌集 〜“20”All Songs〜 게키조반 메이탄테이코난 슈다이카슈 ~오루 투웬티 송즈[*])는 아오야마 고쇼 원작 극장판 애니메이션 《명탐정 코난》의 1기부터 20기까지의 주제가가 수록되어 있는 음반이다. 규격 품번은 초도판이 JBCZ-9045～-9046, 통상판이 JBCZ-9047~-9048이다.

## 개요
- 애니메이션 《명탐정 코난》의 영화 개봉 20번째를 기념해서 발매된 옴니버스 음반이며, 모든 영화 주제가를 두 세트로 수록하고 있다.
- 과거레 《THE BEST OF DETECTIVE CONAN ~The Movie Themes Collection~》이라는 영화 주제가집이 발매된 적이 있으며, 이 작품에서는 다른 레이블인 쿄코의 〈Happy Birthday〉도 수록하고 있지만, 다른 주제가집에서는 원반권의 허락의 관계에서 빙 소속의 음악가의 노래만을 담고 있었다. 이번 음반에서는 쿄코의 〈Happy Birthday〉뿐이 아니라 빙이 주제가를 담당하지 않았던 2012년부터 2015년까지의 다른 레이블 회사의 주제가까지 수록하고 있으며, 첫 완전체 형태로 발매되고 있다[1].
- 초도판과 통상판의 두 형태로 발매되고 있으며, 초도판에서는 모든 영화 작품의 주제가의 가사와 프로그램의 발췌를 수록한 부클렛과, 두 쌍의 마스킹 테이프가 봉입되어 있다[2].

## 수록곡

### DISC-1
| #   | 제목                                                                        | 작사          | 작곡              | 편곡          | 노래 | 재생 시간 |
| --- | --------------------------------------------------------------------------- | ------------- | ----------------- | ------------- | ---- | --------- |
| 1.  | 〈Happy Birthday〉                                                          | 스가 시카오   | 스가 시카오       | 쿄코          | 4:45 |           |
| 2.  | 〈소녀 시절로 되돌아간 것처럼〉 (少女の頃に戻ったみたいに)                  | 사카이 이즈미 | 오노 아이카       | ZARD          | 5:12 |           |
| 3.  | 〈ONE〉                                                                     | 이나바 코시   | 마츠모토 타카히로 | B'z           | 4:11 |           |
| 4.  | 〈당신이 있으니까〉 (あなたがいるから)                                      | 코마츠 미호   | 코마츠 미호       | 코마츠 미호   | 4:37 |           |
| 5.  | 〈always〉                                                                  | 쿠라키 마이   | 오노 아이카       | 쿠라키 마이   | 4:09 |           |
| 6.  | 〈Everlasting〉                                                             | 이나바 코시   | 마츠모토 타카히로 | B'z           | 3:43 |           |
| 7.  | 〈Time after time~꽃잎 흩날리는 거리에서~〉 (Time after time〜花舞う街で〜) | 쿠라키 마이   | 오노 아이카       | 쿠라키 마이   | 4:03 |           |
| 8.  | 〈Dream×Dream〉                                                             | 아이우치 리나 | 토쿠나가 아키히토 | 아이우치 리나 | 5:17 |           |
| 9.  | 〈여름을 기다리는 돛처럼〉 (夏を待つセイル(帆)のように)                     | 사카이 이즈미 | 사카이 이즈미     | ZARD          | 4:36 |           |
| 10. | 〈흔들림 없는 것 하나〉 (ゆるぎないものひとつ)                              | 이나바 코시   | 마츠모토 타카히로 | B'z           | 4:35 |           |

- 극장판 1기 《명탐정 코난: 시한장치의 마천루》(1997년) 주제가 (#1)
- 극장판 2기 《명탐정 코난: 14번째 표적》(1998년) 주제가 (#2)
- 극장판 3기 《명탐정 코난: 세기말의 마술사》(1999년) 주제가 (#3)
- 극장판 4기 《명탐정 코난: 눈동자 속의 암살자》(2000년) 주제가 (#4)
- 극장판 5기 《명탐정 코난: 천국으로의 카운트다운》(2001년) 주제가 (#5)
- 극장판 6기 《명탐정 코난: 베이커가의 망령》(2002년) 주제가 (#6)
- 극장판 7기 《명탐정 코난: 미궁의 십자로》(2003년) 주제가 (#7)
- 극장판 8기 《명탐정 코난: 은빛 날개의 마술사》(2004년) 주제가 (#8)
- 극장판 9기 《명탐정 코난: 수평선상의 음모》(2005년) 주제가 (#9)
- 극장판 10기 《명탐정 코난: 탐정들의 진혼가》(2006년) 주제가 (#10)

### DISC-2
| #   | 제목                                                   | 작사                        | 작곡                          | 편곡                        | 노래 | 재생 시간 |
| --- | ------------------------------------------------------ | --------------------------- | ----------------------------- | --------------------------- | ---- | --------- |
| 1.  | 〈7대양을 건너는 바람처럼〉 (七つの海を渡る風のように) | 아이우치 리나&사에구사 유카 | 오노 아이카                   | 아이우치 리나&사에구사 유카 | 3:54 |           |
| 2.  | 〈날개를 펼쳐〉 (翼を広げて)                           | 사카이 이즈미               | 오다 테츠로                   | ZARD                        | 4:33 |           |
| 3.  | 〈PUZZLE〉                                             | 쿠라키 마이                 | 모치즈키 유에 히라가 타카히로 | 쿠라키 마이                 | 3:59 |           |
| 4.  | 〈Over Drive〉                                         | 아즈키 나나                 | 나카무라 유리                 | 가넷 크로우                 | 4:24 |           |
| 5.  | 〈Don't Wanna Lie〉                                    | 이나바 코시                 | 마츠모토 타카히로             | B'z                         | 4:07 |           |
| 6.  | 〈봄 노래〉 (ハルウタ)                                 | 야마시타 호타카             | 야마시타 호타카               | 이키모노가카리              | 4:54 |           |
| 7.  | 〈원모어타임〉 (ワンモアタイム)                        | 사이토 카즈요시             | 사이토 카즈요시               | 사이토 카즈요시             | 5:00 |           |
| 8.  | 〈러브서치라이트〉 (ラブサーチライト])                 | 시바사키 코우               | 우치사와 타카히토             | 시바사키 코우               | 2:58 |           |
| 9.  | 〈오!리발〉 (オー!リバル)                              | 신도 하루이치               | 오카노 아키히토               | 포르노그라피티              | 4:56 |           |
| 10. | 〈세계는 당신의 색이 된다〉 (世界はあなたの色になる)   | 이나바 코시                 | 마츠모토 타카히로             | B'z                         | 5:00 |           |

- 극장판 11기 《명탐정 코난: 감벽의 관》(2007년) 주제가 (#1)
- 극장판 12기 《명탐정 코난: 전율의 악보》(2008년) 주제가 (#2)
- 극장판 13기 《명탐정 코난: 칠흑의 추적자》(2009년) 주제가 (#3)
- 극장판 14기 《명탐정 코난: 천공의 난파선》(2010년) 주제가 (#4)
- 극장판 15기 《명탐정 코난: 침묵의 15분》(2011년) 주제가 (#5)
- 극장판 16기 《명탐정 코난: 11번째 스트라이커》(2012년) 주제가 (#6)
- 극장판 17기 《명탐정 코난: 절해의 탐정》(2013년) 주제가 (#7)
- 극장판 18기 《명탐정 코난: 이차원의 저격수》(2014년) 주제가 (#8)
- 극장판 19기 《명탐정 코난: 화염의 해바라기》(2015년) 주제가 (#9)
- 극장판 20기 《명탐정 코난: 순흑의 악몽》(2016년) 주제가 (#10)

## 같이 보기
- THE BEST OF DETECTIVE CONAN ~The Movie Themes Collection~ - 《명탐정 코난 극장판》 제1기 〈시한장치의 마천루〉부터 제10기 〈탐정들의 진혼가〉까지의 주제가집.